# Lilyopsis fluoracantha
Lilyopsis fluoracantha is een hydroïdpoliep uit de familie Prayidae. De poliep komt uit het geslacht Lilyopsis. Lilyopsis fluoracantha werd in 2005 voor het eerst wetenschappelijk beschreven door Haddock, Dunn & Pugh. 